# Авнепорог
Авнепорог (рос. Авнепорог, карел. Äynyäkoski) — селище в складі Кривопорозького сільського поселення Кемського району Республіки Карелія.

## Населення
| 2009 | 2010 | 2013 |
| ---- | ---- | ---- |
| 251  | ↘183 | ↘159 |